# Henry Muhlenberg
Pour les articles homonymes, voir Muhlenberg.
Henry Melchior Muhlenberg (nom anglicisé de Heinrich Melchior Mühlenberg) (6 septembre 1711 - 7 octobre 1787) est un pasteur luthérien allemand envoyé en Amérique du Nord comme missionnaire, à la demande des colons de Pennsylvanie.
Acteur majeur de la fondation de la première église luthérienne constituée en Amérique du Nord, Henry Muhlenberg est considéré comme le patriarche de l'Église luthérienne aux États-Unis. Par ailleurs plusieurs de ses enfants et descendants ont été des acteurs importants de l'histoire coloniale en Amérique du Nord en tant que pasteurs, officiers et hommes politiques.

## Biographie

### Jeunesse et formation en Allemagne
Heinrich Muhlenberg naît en 1711 dans le foyer de Nicolaus Melchior Mühlenberg et de son épouse née Anna Maria Kleinschmid à Einbeck, dans l'électorat allemand de Brunswick-Lunebourg. Il étudie la théologie à l'Université de Göttingen. Pendant ses études, Muhlenberg adhère au mouvement piétiste sous l'influence de camarades d'Einbeck qui avaient travaillé dans une importante institution piétiste, la Fondation Francke à Halle. Avec deux amis, Muhlenberg ouvre une école caritative à Göttingen qui est devenue par la suite un orphelinat.
A la fin de ses études au printemps 1738, Mühlenberg obtient un poste d'enseignant à l'orphelinat historique de la Fondation Francke. Son directeur, le théologien Gotthilf August Francke, était le fils et successeur du fondateur de la Fondation, August Hermann Francke et professeur à l'Université de Halle.
Muhlenberg est consacré pasteur à Leipzig en 1739 et a été aumônier adjoint et directeur de l'orphelinat de Grosshennersdorf de 1739 à 1741. En 1741, Gotthilf August Francke encourage Muhlenberg à répondre favorablement à l'appel des luthériens germanophones de Pennsylvanie. En conséquence, en 1742, Muhlenberg s'embarque pour l'Amérique, où il ne tardera pas à se consacrer entièrement à l'organisation de l'Église luthérienne.

### Églises luthériennes de Pennsylvanie et du New Jersey

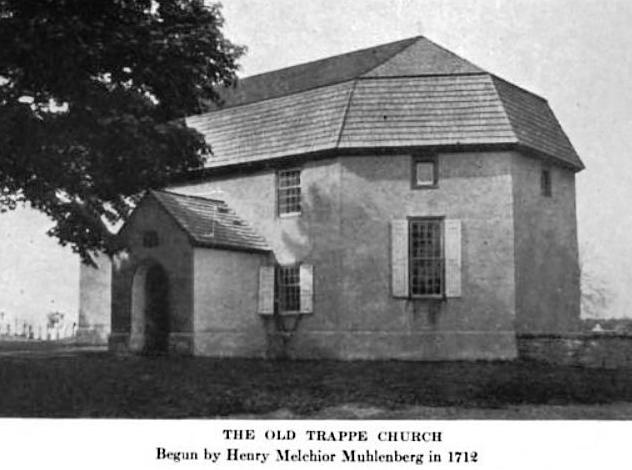
Extérieur de l'ancienne église de Trappe fondée par Henry Muhlenberg. Remarque: la date de la légende est fausse; elle a été fondée en 1742 ou plus tard.

Les églises luthériennes de Pennsylvanie avaient été en grande partie fondées par des ministres laïcs. Comme le comte Nicolaus Ludwig Zinzendorf avait réussi à gagner un certain nombre de convertis à l'Église morave, les luthériens demandèrent aux églises allemandes l'envoi de pasteurs ayant suivi une formation complète.
En 1742, Muhlenberg arrive à Philadelphie, répondant à la demande de 1732 des luthériens de Pennsylvanie. Il prend en charge la paroisse de Providence (Augustus Lutheran Church), dans ce qui est maintenant Trappe, en Pennsylvanie. Il a également pris la tête d'une série de congrégations implantés entre le Maryland et New York, travaillant à mettre sous contrôle des pasteurs les moins qualifiés et à créer de nouvelles congrégations parmi les colons de la région. En 1748, il réunit le "Ministerium de Pennsylvanie", le premier synode luthérien permanent d'Amérique. Il aide à établir une liturgie commune la même année, et il jette également les bases d'une constitution ecclésiastique, que la plupart des églises adopteront en 1761. Il travaille également beaucoup sur un recueil de cantiques, publié par le Ministerium en 1786.
La pierre de dédicace de l'église luthérienne Augustus Lutheran Church, au-dessus de sa porte, porte les noms de Muhlenberg et de ses autres fondateurs. Elle dit, en latin et en anglais : "Sous les auspices du Christ, Henry Melchior Muhlenberg avec son Conseil, J.N. Crosman, F. Marsteller, A. Heilman, J. Mueller, H. Haas et H. Rebner, ont érigé depuis ses fondations mêmes ce bâtiment consacré par la Société de la Confession d'Augsbourg en l'année 1743. " C'est le seul bâtiment d'église connu portant une inscription qui désigne l'église par son nom constitutionnel officiel plutôt que par le vocable usuel de "luthérien". Le choix du nom Augustus a été fait pour rendre hommage à Herman Augustus Francke, fondateur des institutions de Halle, dont le fils, Gotthilf, avait persuadé Muhlenberg d'accepter l'appel des luthériens d'Amérique.
Muhlenberg voyageait fréquemment au-delà des trois congrégations qui lui étaient assignées. Au cours de ses 45 ans de ministère, il est allé de New York à la Géorgie. Il s'occupait non seulement des populations de langue allemande auxquelles il était affecté, mais également de certains colons des Pays-Bas et de Grande-Bretagne dans leur langue maternelle. Ses collègues lui demandaient aussi assistance pour arbitrer les différends entre luthériens ou, dans certains cas, avec d'autres groupes religieux.

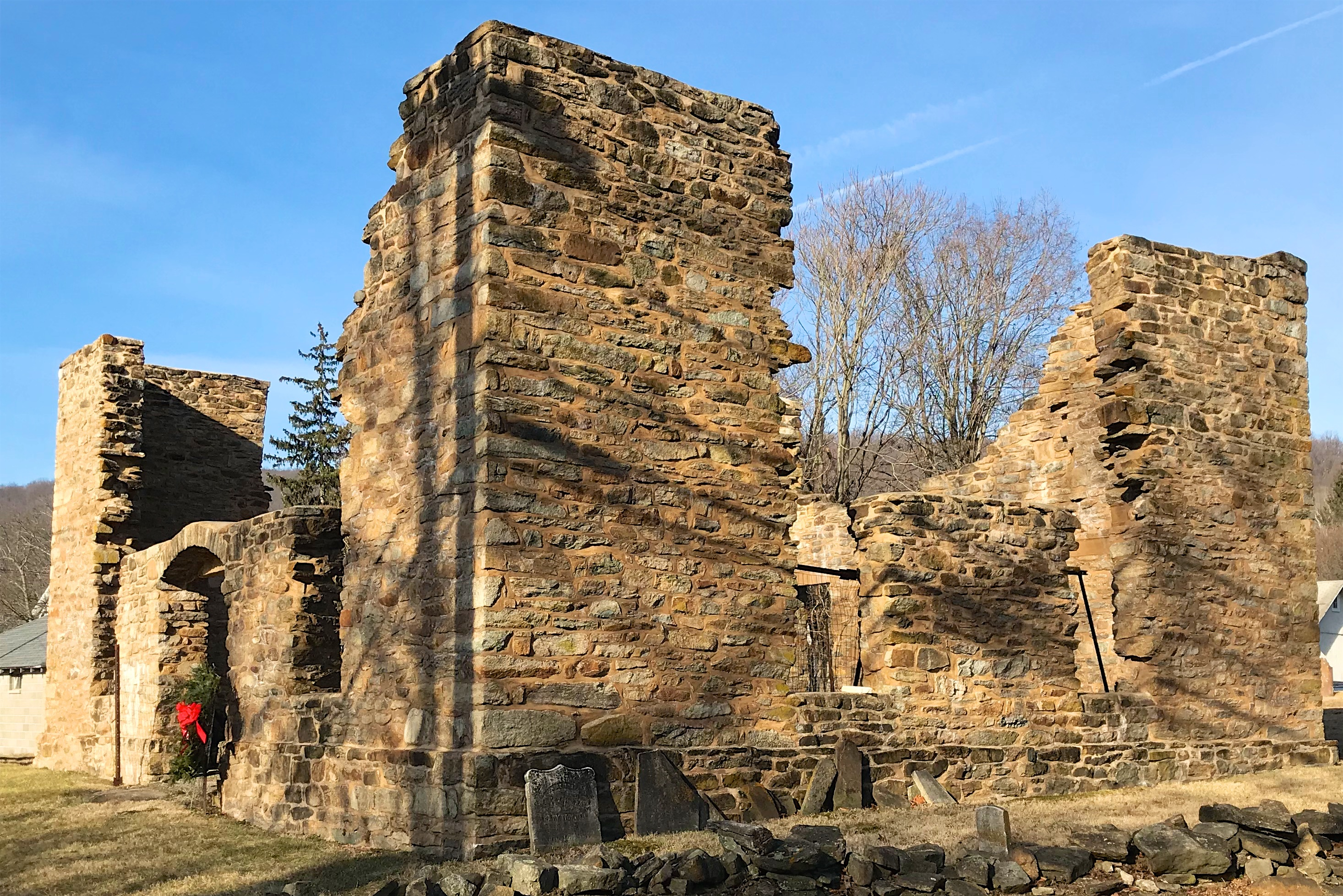
Ruines de la Old Stone Union Church à German Valley, dans le New Jersey.

Muhlenberg a également travaillé pour recruter des pasteurs européens supplémentaires et pour en former d'autres provenant de la population des colonies. Dans le canton de Washington, dans le comté de Morris, dans le New Jersey, l'église Old Stone Union (construite en 1774) de German Valley (rebaptisée plus tard Long Valley ) abritait une congrégation qui aurait été organisée par Muhlenberg. Son fils aîné, le révérend Peter Gabriel Muhlenberg, y a également été pasteur ; il a ultérieurement été officier dans l'armée où  il a atteint le grade de général de division.

### Fin de vie

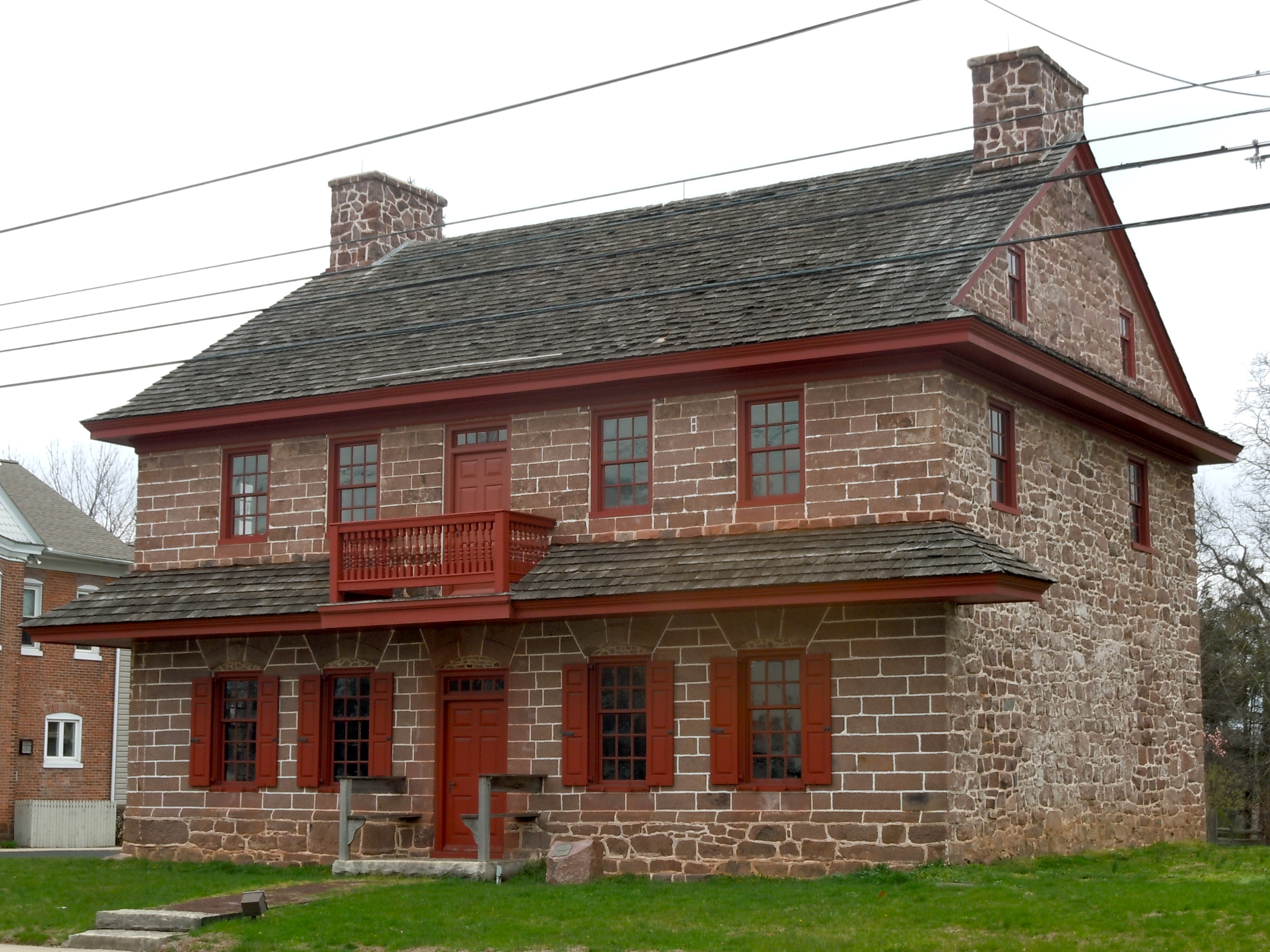
Maison Henry Melchior Muhlenberg à Trappe.

Après que sa mauvaise santé l'a contraint à réduire son activité limitée, puis à prendre sa retraite alors qu'il est déjà septuagénaire, il décède à son domicile de Trappe, en Pennsylvanie. Il a été inhumé derrière l'église luthérienne Augustus avec sa femme Anna Maria, suivi de leur fils Peter. Sur sa demande, sa tombe se trouve à côté de celle de son ami et parrain, le cofondateur d'Augustus Church, Frederick Ludwig Marsteller.

## Descendance
Peu après son arrivée en Pennsylvanie, en 1745, Muhlenberg a épousé Anna Maria Weiser, la fille du chef colonial Conrad Weiser. Le couple a eu onze enfants et a fondé la dynastie de la famille Muhlenberg, où des générations étaient actives dans l'armée américaine, la politique, le monde universitaire et l'église luthérienne.
Parmi leurs enfants, trois fils ont été pasteurs et se sont en outre distingués dans d'autres domaines. Leur fils Peter est devenu général de division dans l'armée continentale et a ensuite été élu au Congrès américain. Frederick a été le premier président de la Chambre au Congrès américain après son élection. Henry, Jr. est devenu pasteur de l'église luthérienne de Zion à Oldwick, New Jersey. Henry Ernst était un des premiers scientifiques et le premier président du Franklin College (maintenant collège Franklin & Marshall).
Leur fille Elisabeth a épousé le futur général Francis Swaine. Maria Salome ("Sally") a épousé le futur membre du Congrès américain, Matthias Richards. Eve a épousé Emmanuel Shulze et leur fils John Andrew Schulze a été élu gouverneur de Pennsylvanie.

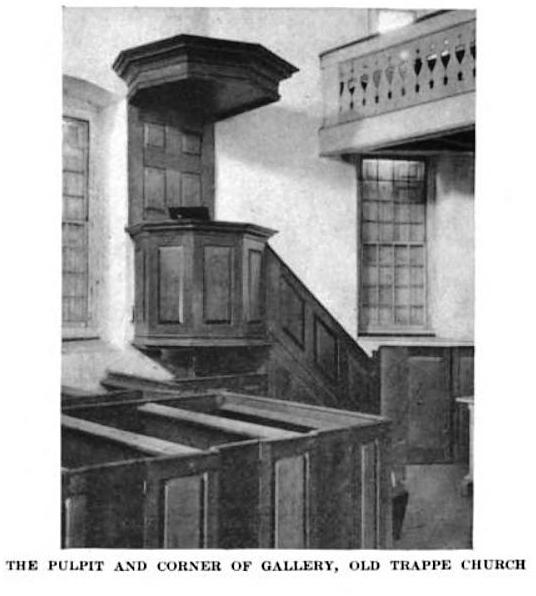
Intérieur de l'ancienne église Trappe

## Postérité et reconnaissance
- Le Muhlenberg College d'Allentown, en Pennsylvanie, est ainsi nommé en son honneur.
- Le monument de Muhlenberg intitulé "Man of Vision", sculpté par l'artiste américain Stanley Wanlass, se trouve sur le campus du Muhlenberg College[7].
- Le lac Muhlenberg, situé près du collège d'Allentown, est ainsi nommé en son honneur.
- La maison Henry Melchior Muhlenberg a été portée au registre national des lieux historiques en 2000.
- Henry Melchior Muhlenberg est commémoré dans le calendrier des saints utilisé par certaines églises luthériennes aux États-Unis le 7 octobre.
- Muhlenberg est honoré d'un jour de fête sur le calendrier liturgique de l'Église épiscopale (USA) le 7 octobre.